# Maxus G10
Maxus G10 — минивэн, запущенный в продажу на китайском рынке в апреле 2014 года.

## Описание
Maxus G10 является вторым автомобилем бренда Maxus, после Maxus V80. Вместимость варьируется от 7 до 10 мест.
В Малайзии производство Maxus G10 началось в апреле 2016 года в комплектациях Luxury и Sport. Позже в июне 2017 года в производство была запущена комплектация SE. Все варианты Maxus G10 оснащены 2,0-литровым бензиновым турбодвигателем мощностью 225 л. с. при 5500 об/мин и крутящим моментом 345 Н·м при 4000 об/мин.

## Maxus EG10
Электромобиль Maxus EG10 был запущен в продажу в начале 2016 года на китайском рынке. Его запас хода составляет 150 км. Автомобиль оснащён электродвигателем мощностью 204 л. с. и крутящим моментом 800 Н·м.

## Галерея

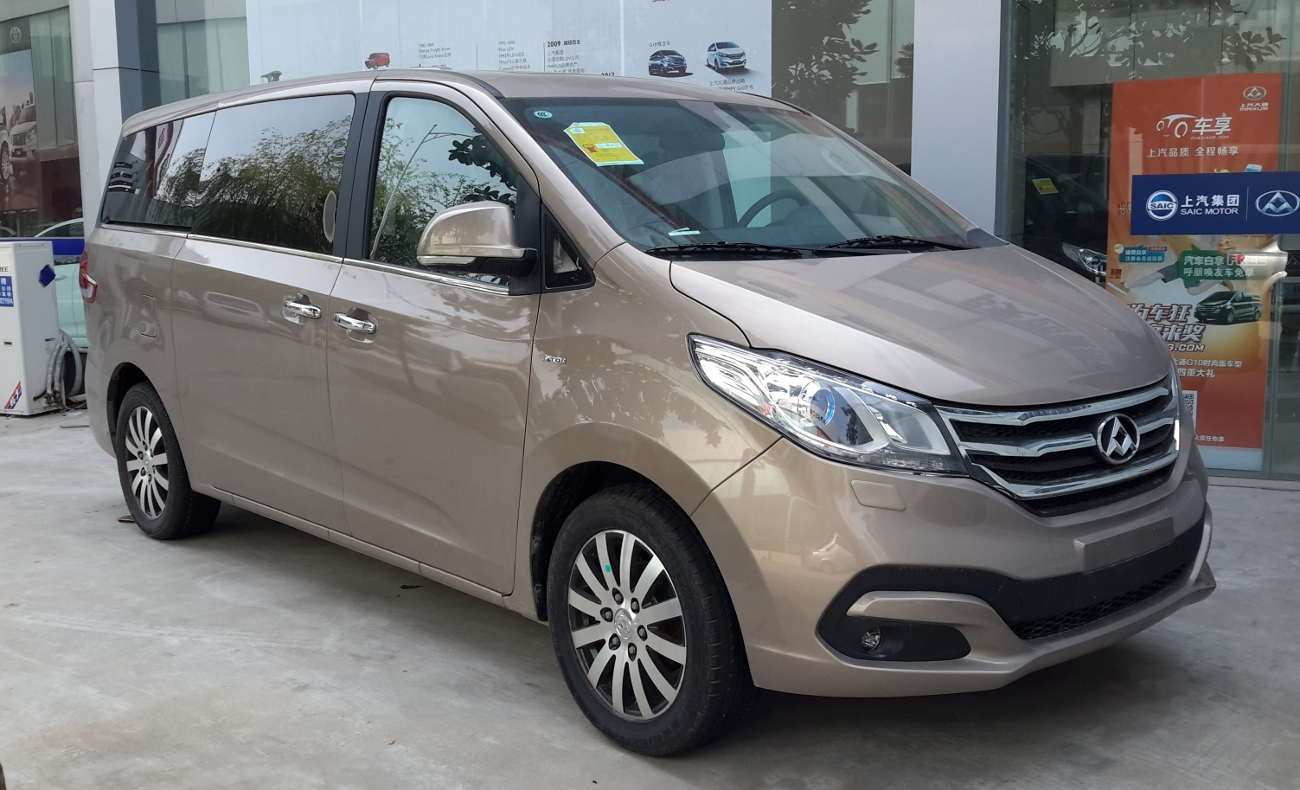
Maxus G10
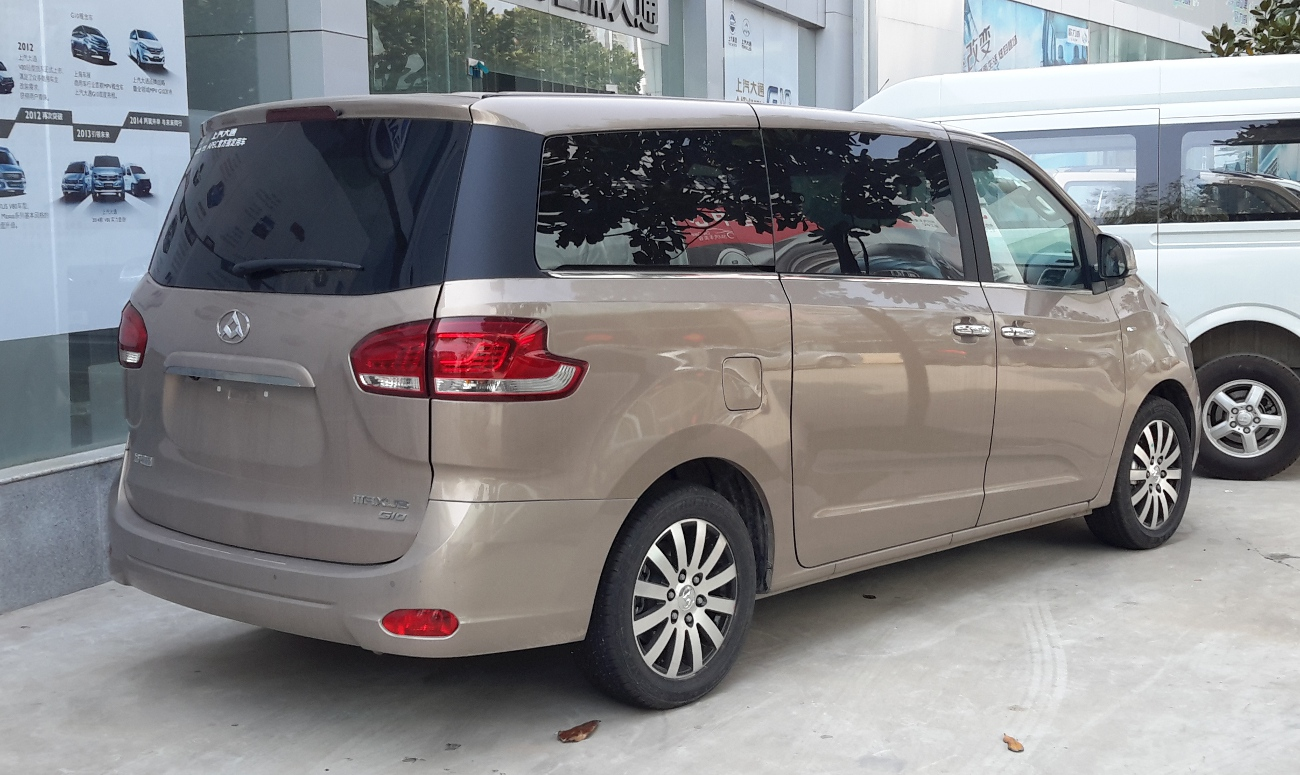
Вид сзади
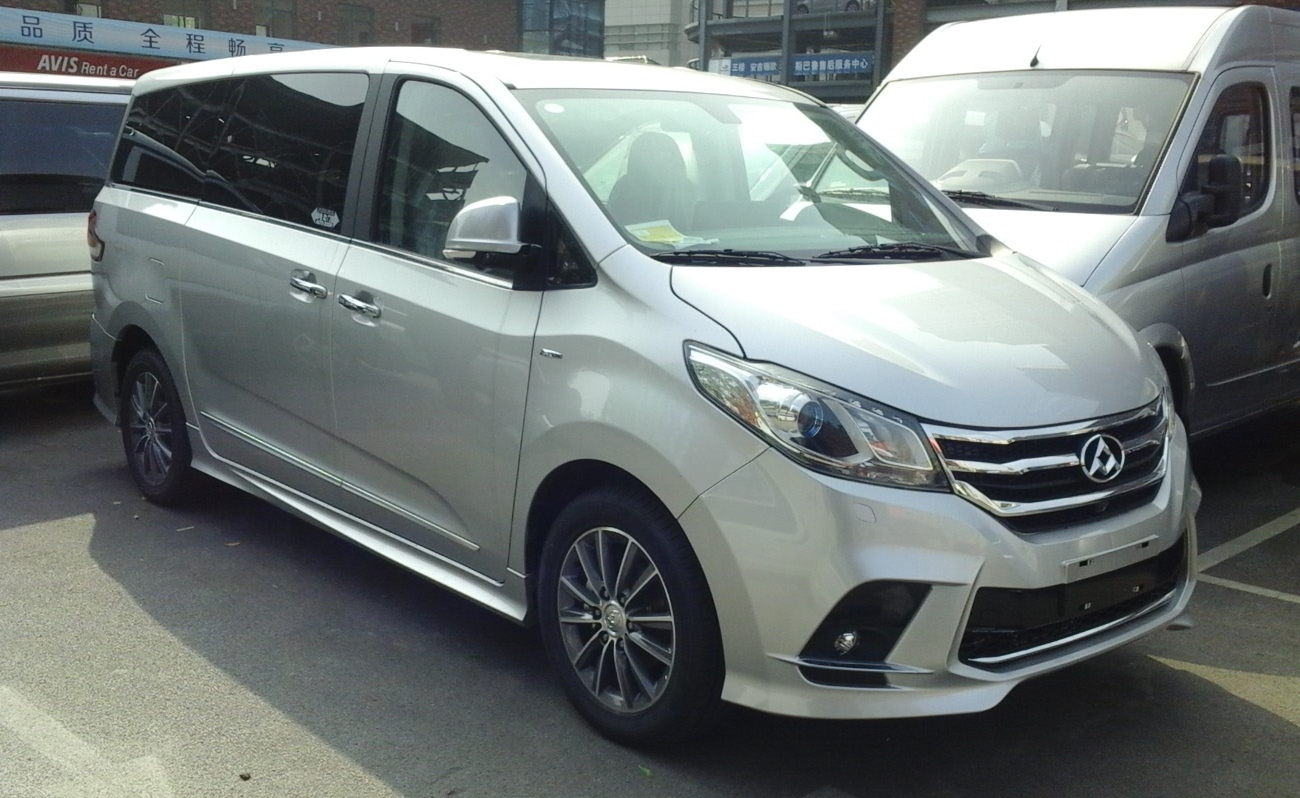
Фейслифтинг передней части
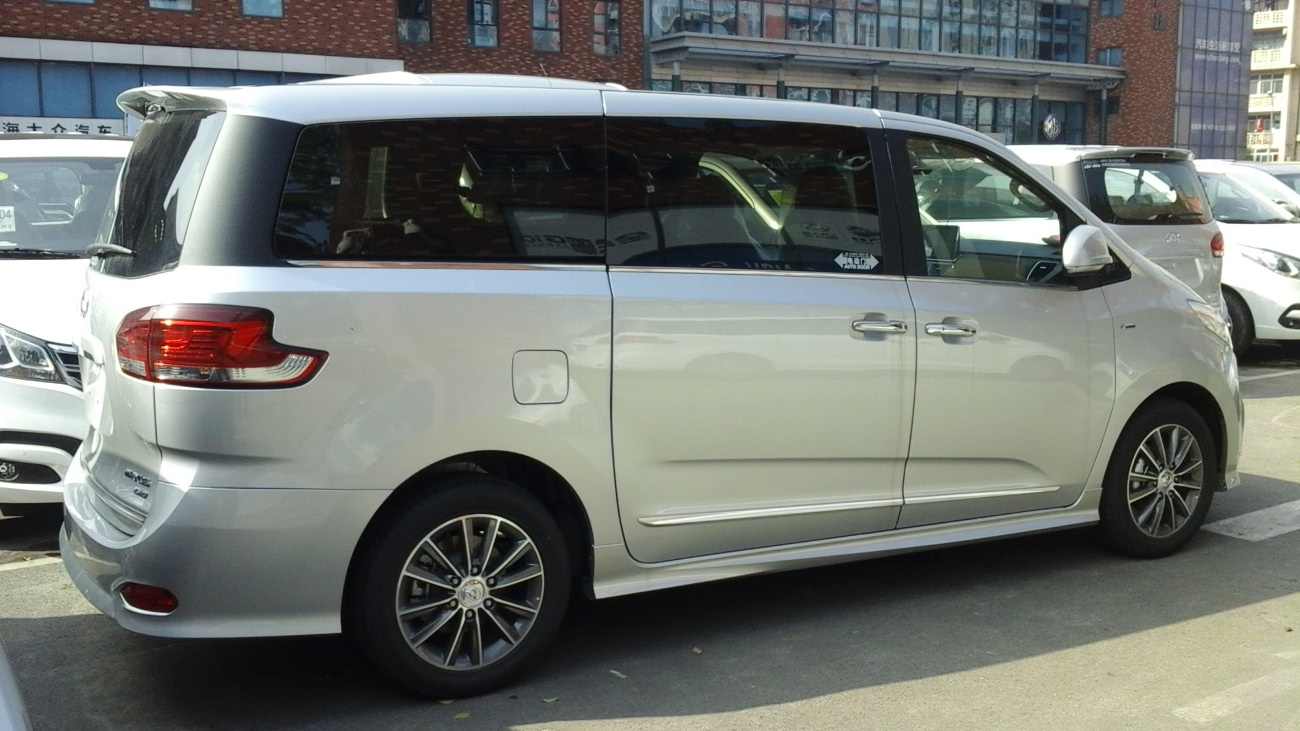
Фейслифтинг задней части
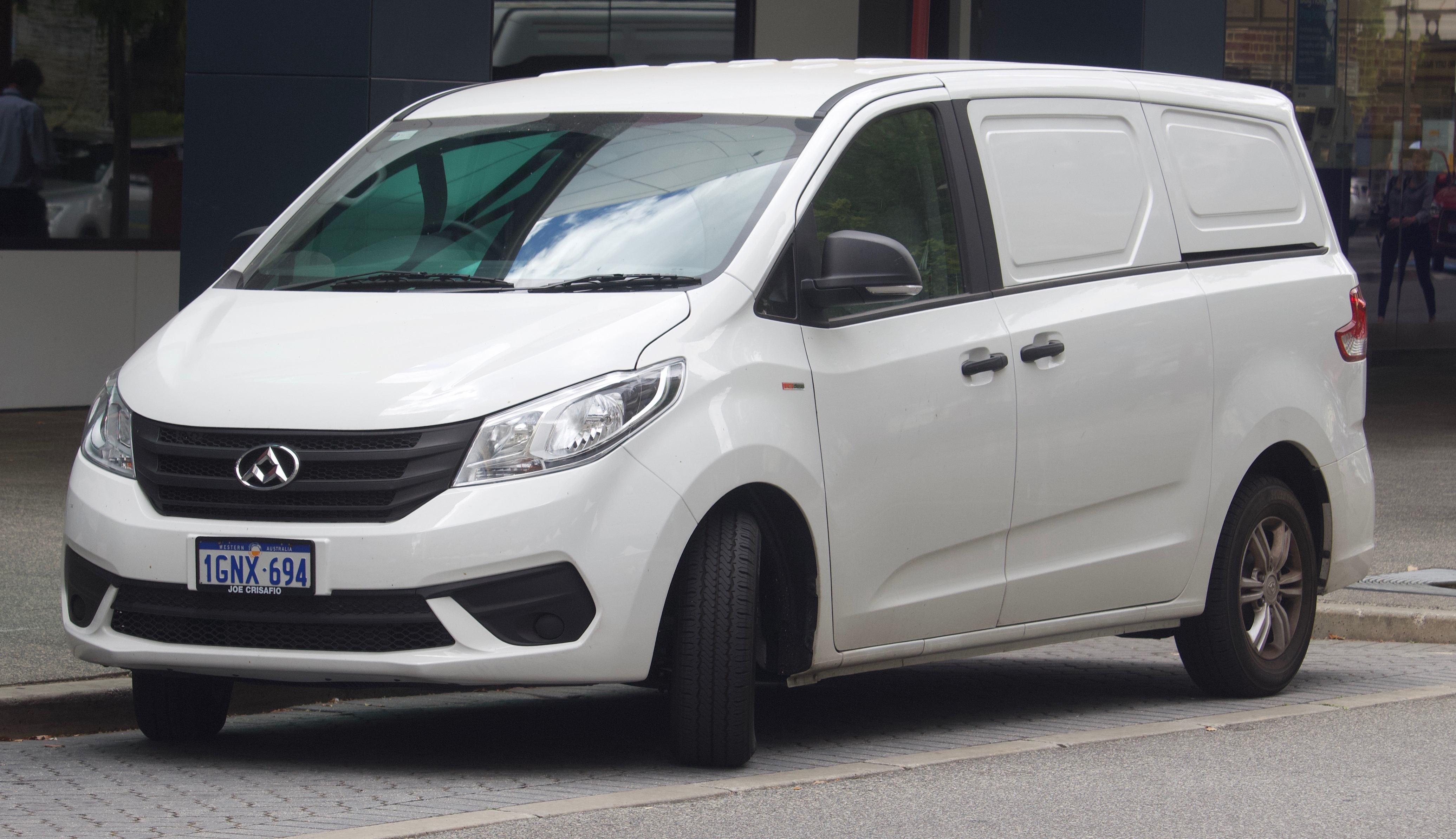
LDV G10 (SV7C, Австралия)
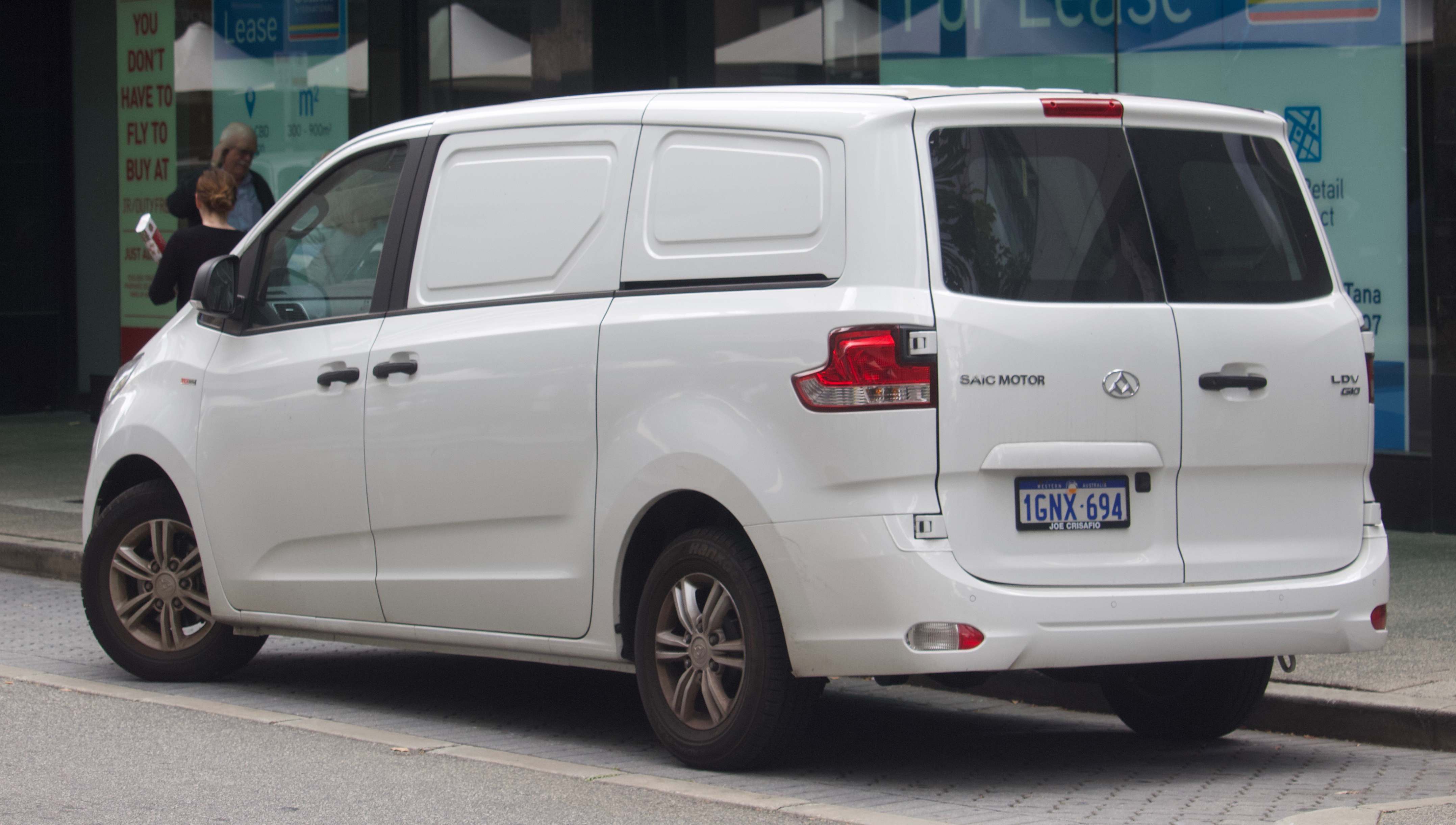
LDV G10 (SV7C, Австралия)